# کاتالینا کروز
کاتالینا کروز (به انگلیسی: Catalina Cruz) زادهٔ ۱۳ سپتامبر ۱۹۷۹، هنرپیشهٔ فیلم‌های پورنوی آمریکایی است.

## حرفه
کاتالینا فعالیت حرفه‌ای‌اش را در نوامبر سال ۲۰۰۰ و با نام دیگر JennaZ آغاز کرد و پس از مدتی نام‌اش را به کاتالینا کروز تغییر داد. در آن زمان اندازه سینه او ۳۲C بودند؛ ولی بعدها آنها را به DD افزایش داد.
او نام فامیل کروز را به این خاطر برگزید که برخی چهرهٔ او را شبیه به پنلوپه کروز-هنرپیشهٔ معروف اسپانیایی- می‌دانند.
اگرچه او را بیشتر اسپانیایی و لاتینی می‌شناسند ولی اصل و تبار کاتالینا در واقع اسلوونیایی است.
او در سال ۲۰۰۹ جایزهٔ «بهترین استارلت اینترنتی سال» را از جوایز سالیانهٔ ای‌وی‌ان به‌خود اختصاص داد.

## جوایز

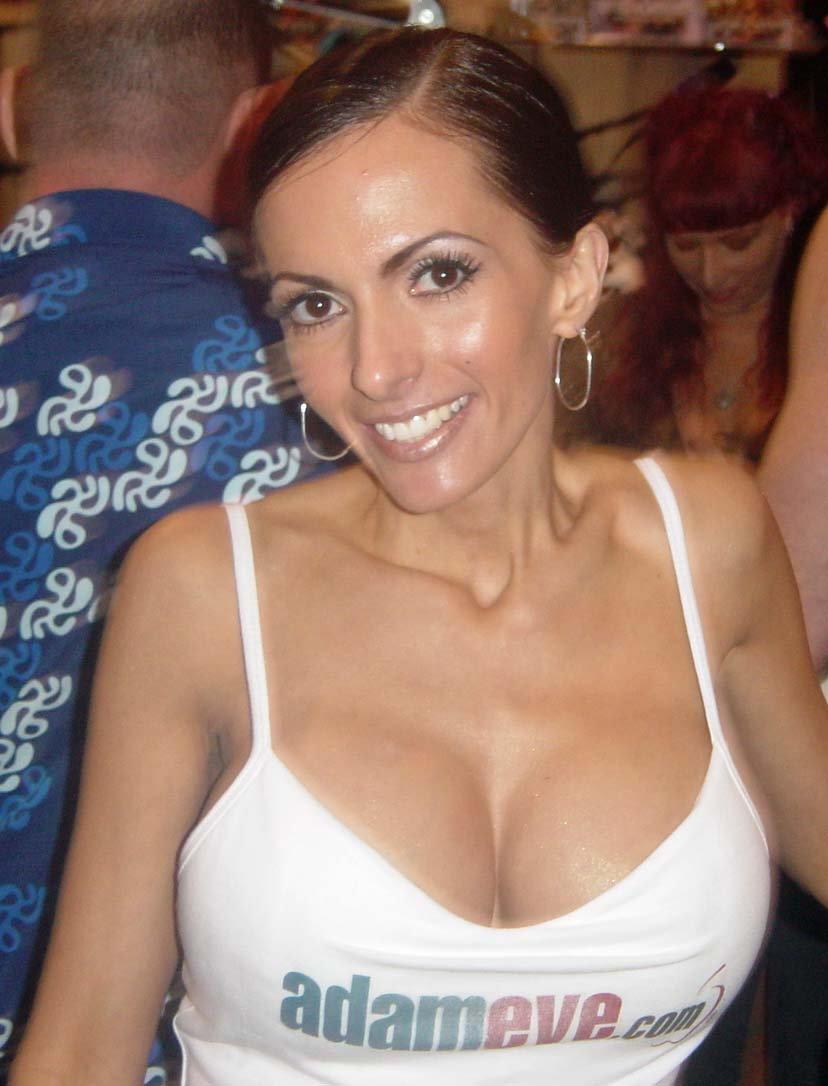
کاتالینا کروز در AVN سال ۲۰۰۴

| سال  | جشنواره    | نتیجه | توضیحات               | کار انجام شده |
| ---- | ---------- | ----- | --------------------- | ------------- |
| ۲۰۰۹ | جایزهٔ AVN  | برنده | ستاره کوچک وب سال     | —             |
| ۲۰۰۹ | جایزه XBIZ | برنده | ستاره کوچک/بیب وب سال | —             |
| ۲۰۱۰ | جایزه XBIZ | برنده | بیب وب سایت سال       | —             |
| ۲۰۱۱ | جایزه AVN  | برنده | بهترین ستاره وب سال   | —             |